# 나카무라 후미아키
나카무라 후미아키(일본어: 中村 文昭, 1981년 4월 23일 ~ )는 일본의 전 축구 선수이다.

## 구단 경력
과거 미토 홀리호크에서 활동하였다.